# Christian Walther (Journalist)
Christian Walther (* 23. Juli 1956 in Berlin) ist ein deutscher Journalist und Politologe.

## Leben
Nach dem Abitur am Arndt-Gymnasium Dahlem studierte Christian Walther Politikwissenschaft am Otto-Suhr-Institut (OSI)/Freie Universität Berlin. Außerdem besuchte er die Rheinische Friedrich-Wilhelms-Universität Bonn. Er schloss das Studium 1982 mit dem Diplom ab. Während des Studiums war er Geschäftsführer des Rings politischer Jugend, Berlin. In dieser Position folgte er auf Klaus Uwe Benneter. Von 1976 bis 1978 war Walther Landesvorsitzender der Jungdemokraten Berlin. 1980–81 war er Mitglied im Vorstand der Vereinigten Deutschen Studentenschaften sowie im Bundesvorstand des Liberalen Hochschulverbandes.
Seit 1983 arbeitet er als Journalist, zunächst für das Berliner Stadtmagazin Zitty und den Hörfunk des Sender Freies Berlin. Seit  1984 ist er – mit Unterbrechungen – für die Abendschau (Berlin) des SFB / rbb  tätig. Als Autor hat er eine Reihe von Fernsehfeatures gemacht. 1987/88 war Walther Koordinator des Relaunchs beim Spandauer Volksblatt.
Von 1992 bis 1996 leitete er die Presse- und Öffentlichkeitsarbeit für die Freie Universität Berlin. In dieser Zeit war er auch Initiator von uniRadio Berlin-Brandenburg. 2010 bis 2012 leitete er die Presse- und Öffentlichkeitsarbeit der Berliner Senatsverwaltung für Bildung, Wissenschaft und Forschung unter ihrem Senator Jürgen Zöllner, anschließend bis 2015 die Presse- und Öffentlichkeitsarbeit der Leibniz-Gemeinschaft. 2015 wurde er am Institut für Publizistik- und Kommunikationswissenschaft der FU Berlin mit einer Arbeit über den Liedtexter, Lyriker und Librettisten Robert Gilbert zum Dr. phil. promoviert.
Im Jahr 2019 erschien sein Buch über den Lieddichter Robert Gilbert. Gilbert hatte den Text der langjährigen Abendschau-Titelmelodie „Durch Berlin fließt immer noch die Spree“ getextet, revolutionäre Balladen für den Komponisten Hanns Eisler und  Texte für Filmschlager wie „Ein Freund, ein guter Freund“, das auch dem Buch seinen Titel gab. Ferner übersetzte er Musicals wie „My Fair Lady“.
Größere Aufmerksamkeit erlangte 2021 Walthers Buch über „Des Kaisers Nachmieter – Das Berliner Schloss zwischen Revolution und Abriss“. Darin wird der Funktionswandel des Schlosses von der Hohenzollern-Residenz zum Zentrum für Kultur und Wissenschaft am Beispiel von neun Frauen, darunter Lise Meitner und Marie-Elisabeth Lüders, erläutert.
Nach der Fusion von DJV Berlin und Journalistenverband Berlin-Brandenburg im Jahr 2019 wählte ihn die erste Mitgliederversammlung des vereinten Verbandes am 11. Januar 2020 zum Vorsitzenden. Er gab das Amt im September 2020 wieder auf, um dem fusionierten Verband einen personellen Neuanfang zu ermöglichen. Als Nachfolger wurde der freie Journalist Steffen Grimberg gewählt. Zuvor war Walther bereits von 2016 bis 2019 Vorsitzender des Journalistenverbandes Berlin-Brandenburg. Von 2001 bis 2017 war er Vorsitzender des OSI-Club, einer ca. 800 Mitglieder starken Alumni-Vereinigung am Otto-Suhr-Institut.

## Filmografie (Auswahl)
- Eine bessere DDR, 45', 14. Oktober 2024, rbb
- Der letzte Rabbiner – Die Geschichte des Leo Trepp, 45', 22. Oktober 2009, rbb
- Berlin, 19:30 Uhr – 50 Jahre Abendschau, 45’, 26. August 2008, rbb
- Von Abendschau bis Zeitpunkte – Ein Tag im Sender an der Masurenallee, 43', 26. Juli 2003, rbb
- Nicht nur der Holocaust – Das Jüdische Museum Berlin, 43#, 19. Februar 2002, SFB1
- Edith Schollwer – Die letzte Insulanerin, 15', 12. Februar 1999, SFB1
- Mit scharfer Zunge, Zum Tode von Sebastian Haffner, 30', 4. Januar 1999, ARD
- Am Wasser gebaut – Neue Quartiere an Havel und Spree, 17. November 1998, SFB1
- Radio Geschichten, Zum 75. Geburtstag des Rundfunks in Berlin, 45', 25. Oktober 1998, SFB1
- Ach Du Libeskind, Berlin und sein Jüdisches Museum, 30', 30. Juni 1998, SFB1
- Zum Tode von Ossip K. Flechtheim, 12', 5. März 1998, SFB1
- Mit scharfer Zunge, Zum 90. Geburtstag von Sebastian Haffner, 45', 21. Dezember 1997, SFB1
- Ein deutscher Dichter, Zum Tode von Stephan Hermlin, 15', 8. April 1997, SFB1
- City-Report: Der Berliner Presse-Krieg, 15', 2. März 1992, SFB
- Es gibt keine Tabus mehr, Bericht aus einer Ost-Berliner Tageszeitung, 45', 16. November 1989, N3

## Texte (Auswahl)
- Des Kaisers Nachmieter – Das Berliner Schloss zwischen Revolution und Abriss. Verlag für Berlin-Brandenburg, Berlin 2021. 184 S. ISBN 978-3-947215-28-7.
- Ein Freund, ein guter Freund | Robert Gilbert – Lieddichter zwischen Schlager und Weltrevolution. Ch.Links Verlag, Berlin 2019. 366 S. ISBN 978-3-96289-056-8.
- Robert Gilbert – Eine zeitgeschichtliche Biografie. Verlag Peter Lang, Frankfurt am Main, Berlin, Bern, Bruxelles, New York, Oxford, Wien, 2016. 435 S, ISBN 978-3-631-67304-1 (Dissertation).
- Wirtschafts-Krieg – Das Institut für Weltwirtschaft in Kiel durchlebte in seiner 100-jährigen Geschichte zwei Weltkriege, in: Leibniz-Journal 2/2014.
- Von Machtergreifung und Reichskristallnacht – über die Schwierigkeit, die Nazizeit auf angemessene Begriffe zu bringen, in: Leibniz-Journal 3/2012.
- Ein Haus wird gewendet – Zur Geschichte des Gebäudes der Senatsverwaltung für Bildung, Wissenschaft und Forschung, in: Berliner Bildung, November 2011.
- Medien und direkte Demokratie – wie mehr Partizipation Politik und Presse verwirrt, in: Apropos Wahlkampf – Politik und Medien im Superwahljahr 2009, Edition OSI-Club, Verlag Peter Lang, Frankfurt 2009.
- Am Donnerstag einen Knallfrosch – Zur Erinnerung an Sebastian Haffner, in: Markt Macht Medien – Reflexionen zur Praxis der vierten Gewalt, Edition OSI-Club, Verlag Peter Lang, Frankfurt 2008.
- Keep Your Feet on the Ground and keep reaching for the Stars, in: 100 Jahre Arndt-Gymnasium Dahlem, Berlin Story Verlag, Berlin 2008.
- Erkenntnis-Prozesse – oder: Was die Afrika-Lehre vor Gericht zu suchen hat, in: Afrika – Europas verkannter Nachbar, Band 2, Edition OSI-Club, Verlag Peter Lang, Frankfurt 2008.
- Hic Sunt Leones – Die Rückkehr Afrikas auf den Lehrplan des Otto-Suhr-Institutes, der OSI-Club und die Verwendung seiner Mitgliedsbeiträge, in: Afrika – Europas verkannter Nachbar, Band 1, Edition OSI-Club, Verlag Peter Lang, Frankfurt 2007.
- Politik und Publizistik in Berlin – einige unakademische Bemerkungen zu einem akademischen Defizit, in: Macht und Medien – Über das Verhältnis von Politik und Kommunikation, Edition OSI-Club, Verlag Peter Lang, Frankfurt 2007.
- Universitäten und PR, in: Studienbände des Potsdam-Kollegs, Berlin 1999.
- Reklame und/oder Journalismus – Wissenschafts-PR zwischen Ignoranz und Sensation (= Berliner Historische Studien, Band 19), Duncker & Humblot, Berlin 1994.

## Auszeichnungen
- 1986: Preisträger beim Regionalfilmwettbewerb der ARD von Radio Bremen – gemeinsam mit Susanne Opalka und Werner Thies
- 2014: Forschungsprecher des Jahres[6]